# Lijst van voetbalinterlands Bosnië en Herzegovina - Kroatië (vrouwen)
Deze lijst van voetbalinterlands is een overzicht van alle officiële voetbalinterlands tussen de nationale vrouwenteams van Bosnië en Herzegovina en Kroatië. De landen hebben tot nu toe twaalf keer tegen elkaar gespeeld.

## Wedstrijden
| №  | Plaats         | Datum            | Competitie           | Wedstrijd                       | Uitslag |
| -- | -------------- | ---------------- | -------------------- | ------------------------------- | ------- |
| 1  | Breza          | 19 april 2003    | EK 2005 kwalificatie | Bosnië en Herzegovina − Kroatië | 0 − 1   |
| 2  | Slavonski Brod | 15 mei 2004      | EK 2005 kwalificatie | Kroatië − Bosnië en Herzegovina | 6 − 0   |
| 3  | Slavonski Brod | 29 oktober 2005  | WK 2007 kwalificatie | Kroatië − Bosnië en Herzegovina | 2 − 0   |
| 4  | Zenica         | 20 mei 2006      | WK 2007 kwalificatie | Bosnië en Herzegovina − Kroatië | 2 − 1   |
| 5  | Županja        | 20 augustus 2011 | Vriendschappelijk    | Kroatië − Bosnië en Herzegovina | 1 − 1   |
| 6  | Gračanica      | 23 augustus 2011 | Vriendschappelijk    | Bosnië en Herzegovina − Kroatië | 1 − 4   |
| 7  | Orašje         | 2 juni 2015      | Vriendschappelijk    | Bosnië en Herzegovina − Kroatië | 1 − 1   |
| 8  | Županja        | 4 juni 2015      | Vriendschappelijk    | Kroatië − Bosnië en Herzegovina | 1 − 1   |
| 9  | Umag           | 6 maart 2017     | Vriendschappelijk    | Kroatië − Bosnië en Herzegovina | 0 − 0   |
| 10 | Brčko          | 6 juni 2017      | Vriendschappelijk    | Bosnië en Herzegovina − Kroatië | 2 − 2   |
| 11 | Velika         | 9 juni 2017      | Vriendschappelijk    | Kroatië − Bosnië en Herzegovina | 2 − 1   |
| 12 | Zadar          | 6 maart 2018     | Vriendschappelijk    | Kroatië − Bosnië en Herzegovina | 0 − 0   |

## Samenvatting
| Competitie        | Totaal gespeeld | Winst Bosnië en Herzegovina | Gelijk | Winst Kroatië | Doelsaldo Bosnië en Herzegovina – Kroatië |
| ----------------- | --------------- | --------------------------- | ------ | ------------- | ----------------------------------------- |
| WK-kwalificatie   | 2               | 1                           | 0      | 1             | 2 − 3                                     |
| EK-kwalificatie   | 2               | 0                           | 0      | 2             | 0 − 7                                     |
| Vriendschappelijk | 8               | 0                           | 6      | 2             | 7 − 11                                    |
| Totaal            | 12              | 1                           | 6      | 5             | 9 − 21                                    |